# India Eisley
India Eisley est une actrice américaine - britannique, née le 29 octobre 1993 à Los Angeles, Californie.

## Biographie

### Origines
India Joy Eisley est la fille de l’actrice Olivia Hussey (rendue célèbre en 1968 par son rôle de Juliette dans Roméo et Juliette de Franco Zeffirelli) et de David Glen Eisley, musicien et acteur également. 

### Carrière
India Eisley commence sa carrière en jouant le rôle d'Ashley Juergens, la sœur de la protagoniste de la série La Vie secrète d'une ado ordinaire.
India et sa mère sont apparues ensemble dans le film Headspace (2005).
En 2012, elle est à l'affiche du film Underworld : Nouvelle Ère où elle apparaît aux côtés de Kate Beckinsale.
En 2014, elle tourne dans le film Kite. L'année suivante, elle joue dans Social Sucide.
En 2017, elle apparait (images d'archive d'Underworld : Nouvelle Ère et doublage numérique) dans Underworld : Blood Wars et elle joue également dans le film d'horreur Clinical d'Alistair Legrand.
En 2019, elle est la tête d'affiche de la mini-série I Am the Night avec Chris Pine et Connie Nielsen. L'année suivante elle est présente avec K.J Apa et Scott Adkins dans  Dead Reckoning d'Andrzej Bartkowiak.
En 2021, elle joue dans le thriller Every Breath You Take aux côtés de Sam Claflin, Michelle Monaghan et Casey Affleck.

## Filmographie

### Cinéma

#### Longs métrages
- 2006 : Headspace d'Andrew van den Houten : Martha
- 2012 : Underworld : Nouvelle Ère (Underworld : Awakening) de Måns Mårlind et Björn Stein : Sujet 2
- 2014 : Kite de Ralph Ziman : Sawa
- 2015 : Social Sucide de Bruce Webb : Julia
- 2015 : Sleeping Beauty (The Curse of Sleeping Beauty) de : Briar Rose / la beauté endormie
- 2016 : AmeriGeddon de Mike Norris : Penny
- 2017 : Clinical d'Alistair Legrand : Nora
- 2017 : Underworld : Blood Wars d'Anna Foerster : Eve
- 2018 : Double mortel (Look Away) d'Assaf Bernstein : Maria / Airam
- 2018 : Adolescence d'Ashley Avis : Alice
- 2020 : Dead Reckoning d'Andrzej Bartkowiak : Tillie
- 2021 : Every Breath You Take (You Belong to Me) de Vaughn Stein : Lucy

### Télévision

#### Séries télévisées
- 2008 - 2012 : La Vie secrète d'une ado ordinaire (The Secret Life of the American Teenager) : Ashley Juergens
- 2019 : I Am the Night : Fauna Hodel / Pat

#### Téléfilms
- 2003 : Mère Teresa de Calcutta (Madre Teresa) de Fabrizio Costa : une Anglaise
- 2014 : Une inquiétante baby-sitter (Nanny Cam) de Nancy Leopardi : Heather
- 2016 : Douce Audrina : l'enfant sans passé (My Sweet Audrina) de Mike Rohl : Audrina Adare